# Łącznik przewodów hamulcowych

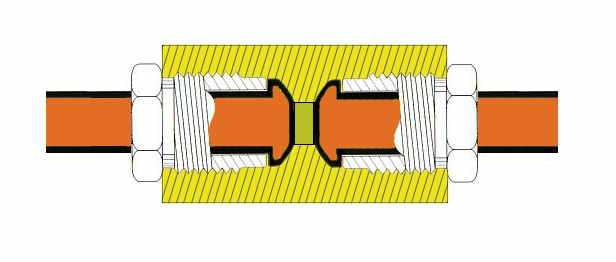
Przekrój połączenia łącznikiem dwóch zarobionych przewodów hamulcowych

Łącznik przewodów hamulcowych (ang. brake lines connector) – rodzaj mufy w połączeniu gwintowym, znajdujący zastosowanie w układach hamulcowych pojazdów osobowych i dostawczych służący do połączenia ze sobą dwóch odcinków przewodu hamulcowego. Szczelność połączenia zapewnia dobór odpowiedniego typu gwintu oraz zastosowanie właściwego stożka, kształtem pasującego do typu spęcznienia przewodu. Średnia długość łącznika waha się w granicach od 23 mm do 28 mm.

## Rodzaje łączników przewodów hamulcowych
Klasyfikację łączników przewodów hamulcowych można podzielić pod kątem parametrów technicznych i konstrukcyjnych. W rezultacie wyróżnia się:
- ze względu na rodzaj gwintu:
  - łączniki z gwintem wewnętrznym
  - łączniki z gwintem zewnętrznym

- ze względu na rozmiar gwintu[4]:
  - łączniki z gwintem M10x1
  - łączniki z gwintem M10x1,25
  - łączniki z gwintem M10x1,25/M10x1
  - łączniki z gwintem M12x1
  - łączniki z gwintem M10x1/M12x1
  - łączniki z gwintem M10x1,25/M12x1
  - łączniki z gwintem  3/8”X24UNF